# 京都文化博覧会
京都文化博覧会（きょうとぶんかはくらんかい）は、京都市で開催されたイベント。

## 概要
京都大学在学の学生が、留学先で日本の文化を説明できなかった経験から、日本の文化を学ぶ場を作ろうと企画したのが発端。市内の複合商業施設「新風館」を会場とし、紙芝居、茶道、狂言、日本舞踊、武道といった日本の芸能・文化が披露されたほか、「もったいない」「かわいい」「わび・さび」といった海外から注目されている日本的価値観を紹介するブースが存在した。

## おもな企画
- 『和の語り部』コンテスト

日本文化の新しい紹介方法として実行委員会が発案。伝統芸能を見せるだけでなく、その奥にある日本的な思想も合わせて紹介。各パフォーマンス前後に、事前に選ばれた学生（留学生を含む）が、伝統芸能の奥にある精神性（「日本の心」）を説明し、それが現代にどう生かされているかを解説する。コンテスト形式。